# Tsubame
Tsubame (Japans: 燕市, Tsubame-shi) is een stad in de prefectuur Niigata in Japan.
De stad is 110,88 km² groot en heeft 82.936 inwoners (2007).

## Geschiedenis
Tsubame is sinds 31 maart 1954 een stad (shi), ontstaan door samenvoeging van vier gemeenten en dorpen.
Op 20 maart 2006 werden de gemeenten Bunsui en Yoshida van het district Nishikanbara aan Tsubame toegevoegd.

## Stedenband
Tsubame heeft een stedenband met
- Sheboygan in Wisconsin, U.S.A sinds 11 januari 1996.

## Verkeer
Tsubame ligt aan de Jōetsu-shinkansen en aan de Yahiko-lijn en de Echigo-lijn van East Japan Railway Company.
Tsubame ligt aan Hokuriku-autosnelweg en aan de autowegen 116 en 289.